# Pebrer de Jamaica
El pebrer de Jamaica (Pimenta dioica) és una espècie de planta d'espècia de la qual es fa servir el fruit immadur sec. És originària d'Amèrica Central, Antilles i sud del Mèxic i actualment es cultiva en molts llocs del món. En català és coneguda també com a pebre de Jamaica o malagueta.
També es fan servir les fulles fresques en infusió durant la cocció. També se n'extreu un oli essencial. És típica de la gastronomia del Carib, especialment a Jamaica i també de la de Palestina.
Conté eugenol, que és un feble agent antimicrobià,

## Cultiu

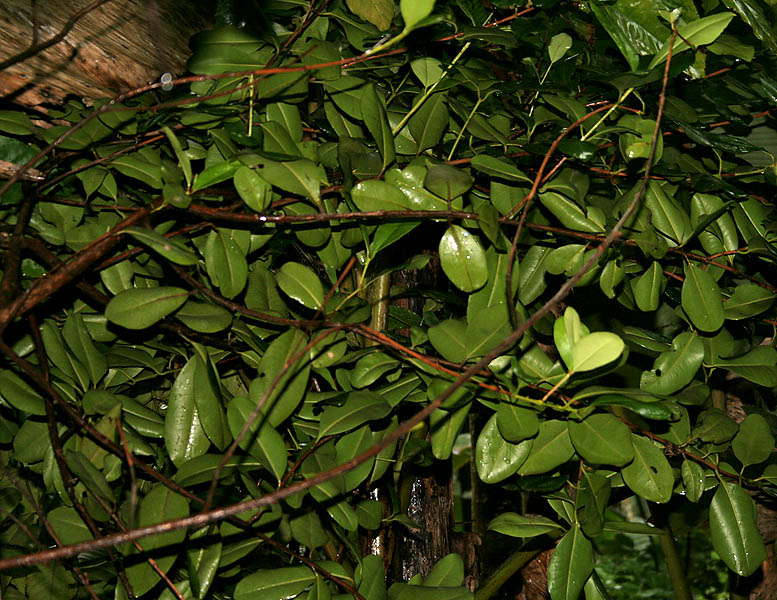
Pimenta dioica a Goa, Índia

És un arbre perennifoli de 10 a 18 m d'alt. De vegades es planta per a fer ombra a les plantes de cafè. A les regions tropicals i subtropicals es cultiva a l'exterior, les gelades poden matar les plantes joves però les adultes són més tolerants al fred. Es pot cultivar dins un contenidor com a planta d'interior o en hivernacle. Com el seu nom indica, és una planta dioica i cal que les plantes masculines i femenines siguin prop per a fer fruit.